# オーデコ
オーデコ(AuxDeco)とは視覚障碍者のための歩行補助器のこと。東京大学と民間企業の「アイプラスプラス」が共同開発し、2009年4月に製品化された。2018年10月からは同社からレンタル事業も開始されている。

## 概要
ヘッドバンドについたカメラが捉えた映像を電気信号に変換し、電気刺激として額に伝える「FRS（額網膜システム）」。指先の触覚を使って点字を読むのと同じように、額の触覚を使って目の前の情景を認識するものである。後天的に全盲となってしまった人の場合は、単純な文字も額で感じて読める。目の代わりに額の触覚を使ってモノを認識させるというのは世界初の試みだが、ヒントになったのは聴覚のないイギリス人のパーカショニストがステージでは靴を脱ぎ、素足で音を感じて演奏する記事を見て「足の裏が鼓膜になるなら、人間の額が網膜になってもいいのでは？」と着想したと開発者は話す。1998年から視覚障害者の額を利用することに着目し研究を続け、2003年10月に「網膜の代替手段として額を利用する手法」として特許を取得。2005年10月、「メディカルイノベーションサミット」に試作品を出品。2007年9月10日、アメリカ食品医薬品局（FDA)にFSRSの510(K)カテゴリーでの認可を申請。2009年4月、試作5号機が商品第1号として製品化された。日本盲人会連合等が共催する視覚障害者向け総合イベント 「サイトワールド」には第2回の2007年から毎年出品を行っている。

## 仕組み
ヘッドバンドについたカメラがとらえた映像が小型コンピュータに送られる。小型コンピュータではその映像から輪郭線のみを抽出し、抽出した輪郭線を電気刺激に変換する。電気刺激に変換された輪郭線は、使用者の額部分に装着された512個の電極から出力され、使用者は出力される輪郭線刺激を額の触覚で感じとる。

## 取り上げられた番組
- 夢の扉 TBS系列　2008年10月26日、2008年11月2日放送
- 世界を変える100人の日本人! JAPAN☆ALLSTARS テレビ東京系列 2009年1月23日放送
- NHKワールドニュース　NHK国際放送 2009年4月3日放送
- ぶらり途中下車の旅　日本テレビ系列　2010年5月29日放送
- 最先端科学でお悩み解決!タカトシなんでも相談室　日本テレビ系列　2010年6月12日放送
- 奇跡体験!アンビリバボー　フジテレビ系列　2010年7月29日放送
- スーパーモーニング　テレビ朝日系列 2010年1月30日、2010年11月16日放送
- 世界一受けたい授業　日本テレビ系列　2011年1月29日放送
- あなたが主役 50ボイス　NHK総合 2011年7月29日放送
- たけしのニッポンのミカタ! テレビ東京系列　2012年12月7日放送
- バリバラ〜障害者情報バラエティー〜　NHK Eテレ 2013年10月18日放送
- スーパーニュース　東海テレビ 2013年12月4日放送
- トウキョウボーイ　東京ＭＸ 2014年1月12日放送
- AI・DOLプロジェクト　テレビ東京 2020年２月11日放送